# Moutardier (métier)
Pour les articles homonymes, voir Moutardier.
Le métier de moutardier fut érigé en corporation, le 28 octobre 1394. En 1514, Louis XII érige en corps de métier les « saulciers-vinaigriers-moutardiers », joints aux « distillateurs en eaux-de-vie et esprit de vin ».
Le commis moutardier parcourait les rues, transportant dans sa brouette le baquet de moutarde ; celle-ci ne devait se faire qu'avec « bon vinaigre et sénevé franc ».